# Crepidium aphyllum
Crepidium aphyllum är en orkidéart som först beskrevs av George King och Robert Pantling, och fick sitt nu gällande namn av A.Nageswara Rao. Crepidium aphyllum ingår i släktet Crepidium, och familjen orkidéer. Inga underarter finns listade i Catalogue of Life.